# قاهره
قاهِره (به عربی: قاهِرَة، از ریشهٔ «ق ه ر» در زبان عربی به معنی چیره‌شدن) پایتخت مصر است. قاهره، یکی از بزرگ‌ترین و پرجمعیت‌ترین شهرهای جهان عرب، خاورمیانه و آفریقا، و ششمین شهر پرجمعیت جهان است. این شهر در بخش شمال شرقی مصر در نزدیکی دلتای نیل جای دارد، رود نیل از میانش می‌گذرد، و دریای مدیترانه در ۱۶۵ کیلومتری شمال آن واقع است.
قاهره در سال ۹۶۹ میلادی (۳۵۸ قمری  و ۳۴۷ شمسی) تأسیس شد. در طول تاریخ پایتخت تمام خاندان‌های بزرگ مصر بوده است، و از مهم‌ترین مراکز تمدن اسلامی در قرون وسطی بود. در سده دهم میلادی به جز نیشابور و بغداد همتایی در جهان اسلام نداشت؛ از این رو، امروزه غنی از مساجد تاریخی (که بدین سبب به شهرِ «هزار منار» مشهور است)، موزه‌های مصر باستان و تاریخ اسلامی، کتابخانه‌ها و مؤسسات نشر است، و مرکز گسترش فکری اسلامی و عربی شمرده می‌شود. این شهر همچنین دارای قدیمی‌ترین و بزرگ‌ترین صنعت فیلم‌سازی و موسیقی در جهان عرب (سینمای مصر) می‌باشد. دانشگاه اَلاَزهَر، که به عنوان یک مدرسه در سال ۹۷۰ (میلادی) ساخته شد، دومین بنیاد کهنِ آموزشی عالی در جهان به‌شمار می‌رود.
درحال حاضر این شهر یک پایتخت ملی با طراوت و پر رفت‌وآمد است و به ازای هر مایل مربع یکی از بیشترین تراکم‌هایِ جمعیتی جهان را دارد. با وجود اینکه شهر در تنازع با تأثیرات منفی اجتماعی و محیطی تراکم جمعیت است، ولی همچنان به عنوان مرکز اصلی سیاسی، اقتصادی و فرهنگی مصر و نخستین مقصد برای گردشگران باقی مانده است. همچنین این شهر محل دفن محمدرضا پهلوی آخرین پادشاه ایران می‌باشد.

## تاریخ

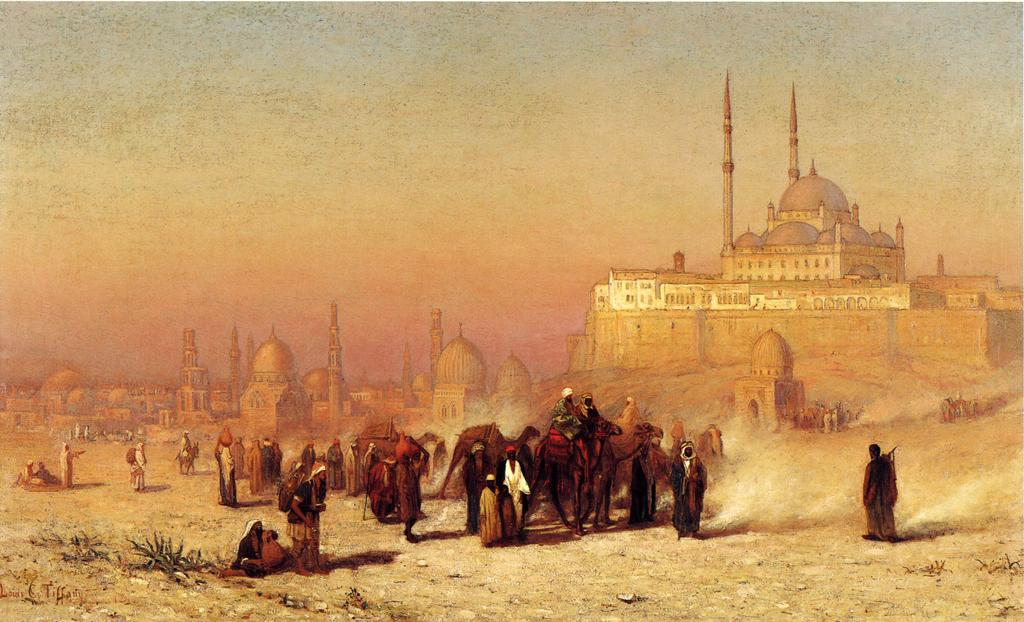
قلعه صلاح‌الدین قاهره از لوئیس کامفرت تیفانی

نمای هوایی از قاهره و رود نیل در سال ۱۹۲۶ میلادی

### ریشهٔ اصلی نام و نخستین آبادانی
اولین سکونتگاه در منطقهٔ قاهره، فُسطاط بود که آن اولین پایتخت مصر پس از اسلام است. این شهر در سال بیستم قمری (۶۴۱ م) با تلاش فاتح مصر از سوی مسلمانان، عمرو بن عاص
ساخته شد که مسجد، بازار و بناهای دفاعی مهم‌ترین بخش‌های آن به‌شمار می‌رفت. مسجد آن هنوز پابرجاست و مسجد عمرو عاص نامیده می‌شود. این مسجد را نخستین مسجد در قارهٔ آفریفا می‌دانند. فسطاط دارای ارتباط بازرگانی (کاروان‌ها) و فرهنگی با سراسر جهان اسلام بود و یکی از امصار شمرده می‌شد، از سوی آن فتوحات بعدی مسلمانان در افریقیه ادامه یافت و در دورهٔ فرمانروایان بعدی گسترش و پیدا کرد.

### قاهره در سده‌های میانه ای

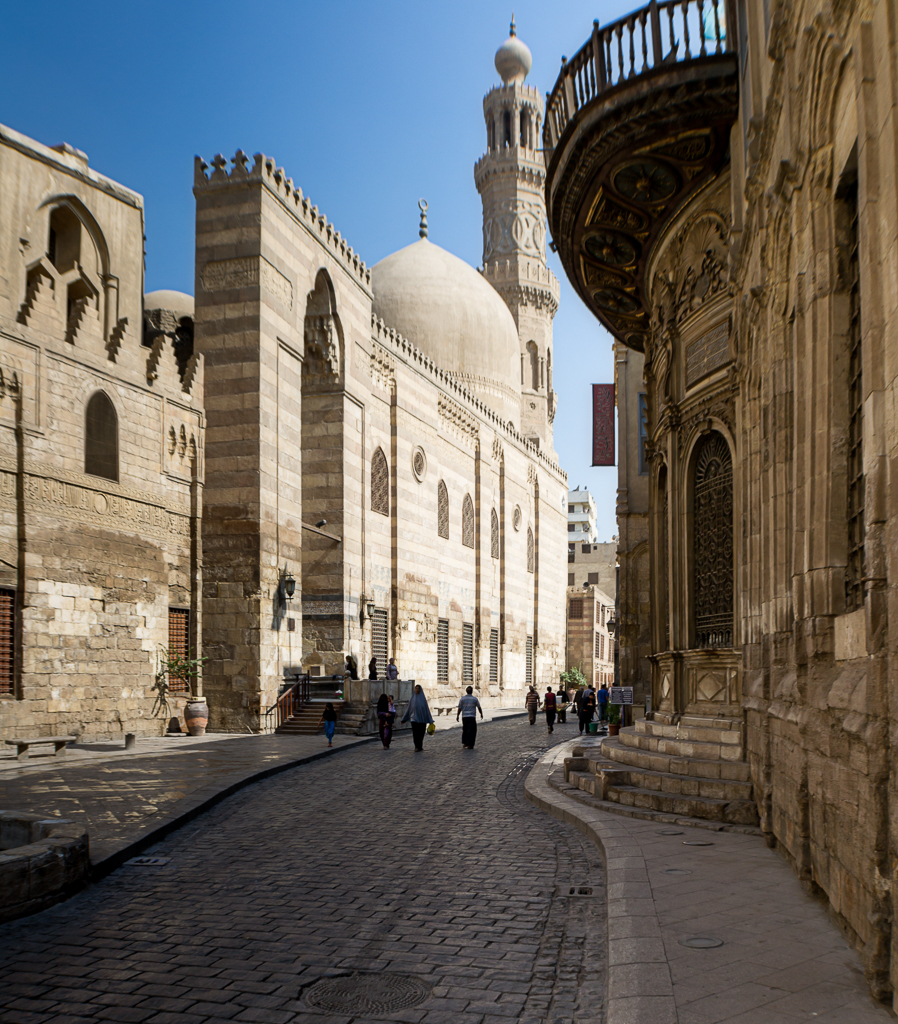
برخی از مهم‌ترین مساجد و بناهای مهم اسلامی قاهره در خیابان مُعز واقع شده‌اند.

در سال ۹۶۹ (میلادی) جوهر صقلی شهری نو را در شمال فسطاط در سه سال بنیان نهاد که آن را المنصوریة نامید. سپس خلیفهٔ فاطمی، معز لدین‌الله در ۷ رمضان ۳۶۱ (=۱۱ ژوئن ۹۷۲ م)درون آن جای گرفت و آن را پایتخت خلافت فاطمیان قرار داد و آن را القاهِرَة (al-Qahirah)، به معنی شهری که بر آن قاهر/چیره شده، نامید. او در قصری که جوهر بنا نهاده بود، جای گرفت و در روز دوم رسماً خلافت خود را اعلام کرد. از آن تاریخ، پیروی قاهره از بغداد (خلافت عباسیان) بریده شد.
دوران هخامنشیان مصر توسط کمبوجیه دوم زمینه شاهنشاهی پارس شد و حدود صدسال جزوی از ایران بود ساسانیان هم مدتی کوتاه درزمان خسروپرویز مصر را تحت کنترل خود داشتند
دوران فاطمیان، درخشان‌ترین دورهٔ تاریخ قاهره و مصر در سده‌های میانه بوده است. مساحت آن را نزدیک به ۳۴۰ فدان گفته‌اند و دیوارهای آجری شهر را در بر می‌گرفته‌اند. دانشگاه الازهر، به عنوان یک مدرسه در کنار مسجد الازهر در سال ۹۷۰ م ساخته شد، که دومین بنیاد کهنِ آموزش عالی در جهان به‌شمار می‌رود که همچنان پویایی دارد. همچنین، دروازه‌های بزرگی در قاهره در دوره فاطمی ساخته شد که مشهورترین آن‌ها زویلة، نصر و فتوح نام داشت.
ناصر خسرو از بزرگان سدهٔ دهم میلادی، که خود سه یا شش سال در پایتخت فاطمیان، قاهره، در دوران المستنصر بالله اقامت داشت؛ در سفرنامهٔ خود نوشت:
در وقتی که معز لدین‌الله بیامد در مصر سپاهسالاری از آن خلیفه بغداد بود پیش معز آمد به طاعت و معز با لشکر بدان موضع که امروز قاهره است فرود آمد و آن لشکرگاه را قاهره نام نهادند آنچه آن لشکر آن جا را قهر کرد [فتح کرد] و فرمان داد تا هیچ‌کس از لشکر وی به شهر در نرود و به خانه کسی فرو نیاید، و بر آن دشت مصری بنا فرمود و حاشیت خود را فرمود تا هرکس سرایی و بنایی بیناد افکند و آن شهری شد که نظیر آن کم باشد— سفرنامه، بخش صفت قاهره، 
او همچنین نیشابور سدهٔ دهم را تنها شهری را می‌دانست که می‌توانست برابر با قاهره باشد.

### دوران عثمانی
درسال ۱۵۱۴ میلادی سلطان سلیم اول قاهره را به عنوان پایتخت سلطنت ممالیک فتح کرد و تا قبل از ورود بریتانیایی‌ها تاحدود ۱۹۰۰ میلادی مصر تحت کنترل عثمانیان بود.

### انقلاب سال ۲۰۱۱

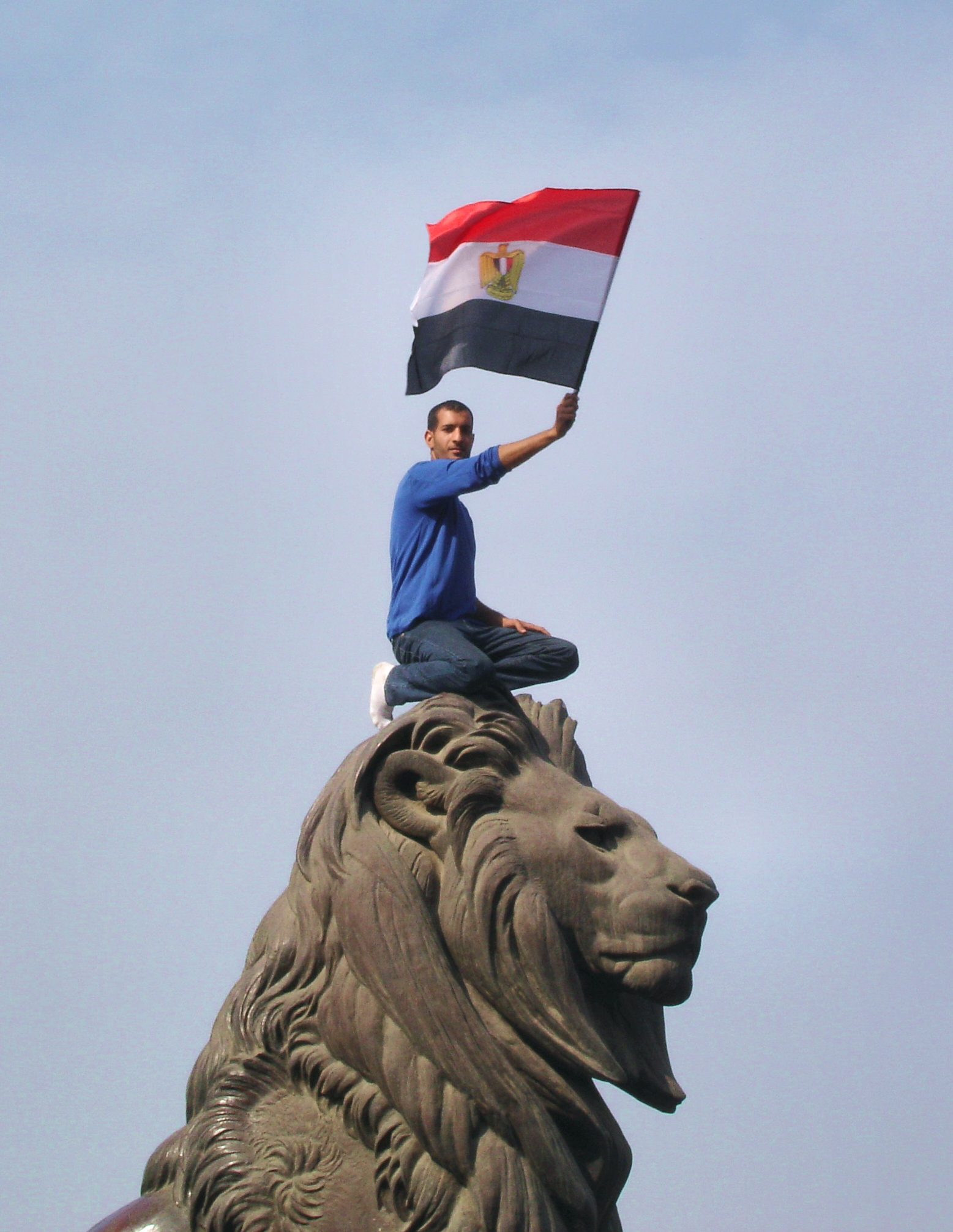
یک معترض پرچم مصر را برمی‌افرازد، در پی تظاهرات ۲۵ ژانویه ۲۰۱۱.

در پی انقلاب سال ۲۰۱۱ در مصر، میدان تحریر در منطقهٔ مرکزی شهر قاهره، به نماد مبارزه علیه حکومت حسنی مبارک تبدیل شده‌بود.

## جغرافیا
قاهره در شمال مصر که با نام مصر سفلی شناخته می‌شود، در ۱۶۵ کیلومتری جنوب دریای مدیترانه و ۱۲۰ کیلومتری غرب خلیج و آبراه سوئز قرار دارد. شهر در طول رود نیل کشیده‌شده است، بلافاصله در جنوب نقطه‌ای که رود دره محدود به صحرا و شاخه‌های آن را به درون ناحیه پست دلتای نیل ترک می‌کند. هرچند کلانشهر قاهره از نیل به تمام جهات گسترده‌شده، شهر قاهره تنها کرانه شرقی رود و دو جزیره میان آن در مساحتی برابر با ۴۵۳ کیلومتر مربع را شامل می‌شود.

#### آسیب‌شناسی شهر قاهره در دهه ۶۰ میلادی
بافت تاریخی قاهره در دهه ۶۰ میلادی به‌طور کامل احیا شد. در ابتدا آسیب‌های وارد شده به این شهر شناسایی و در ادامه برنامه مدونی برای بهسازی آن اجرا گردید. آسیب‌های این شهر عبارت بودند از:
1. ناکافی بودن منابع قابل حصول برای حفاظت از میراث ارزشمند تاریخی در مقایسه با وسعت کار.
2. مشخص نشدن محدوده‌ای قانونی برای حفاظت و احیا، در چهارچوب برنامه‌ای سازمان یافته از سوی دولت و نهادها.
3. کامل نبودن بهره‌برداری از توانایی‌های جهانگردی.
4. وضعیت نامناسب زیرساخت‌های شهری، به‌خصوص حل نشدن معضل آب‌های سطحی.
5. عدم توجه به وضعیت شهر تاریخی به‌دلیل تمرکز قدرت و ثروت در خارج از آن.
6. اجتماعات محلی با استطاعت مالی محدود به عنوان عامل فرسودگی شدید بافت‌های تاریخی.
7. هم‌پوشانی و تداخل مسئولیت و سردرگمی مقامات گوناگون در مورد یادمان‌ها و مدیریت شهر تاریخی.
8. وارد آمدن تخریب‌ها، آسیب‌ها و از شکل افتادگی‌های شهر تاریخی در اثر ساخت و سازهای مجاز و بر اساس ضوابط و مقررات قانونی.
9. پایین بودن نرخ اجاره و تأثیر سوء آن بر توجه به نگهداری ساختمان‌های تاریخی

#### بهسازی و نوسازی شهر قاهره در دهه ۶۰ میلادی
بر اساس موارد فوق که تصویری جامع از آسیب‌ها و دلایل بروز آن‌ها ارائه می‌دهد، دولت مصر پروژه بهسازی شهر قاهره را بر اساس موارد زیر در دستور اجرا قرار داد:
- حفاظت میراث شهری و توجه به آن و ارتقای کیفی سطح زندگی شهروندان شهر تاریخی
- اجرای طرح راهبردی
- بازشناسی محدوده‌های اقدام ویژه سرمایه‌گذاری بین‌المللی
- ایجاد نهادهای دولتی و ساختاری سازمانی برای نظارت بر عملیات که قدرت اجرایی لازم را برای از میان بردن موانع داشته باشد.
- نام گذاری ستون فقرات شهر تاریخی به عنوان دالان میراث برای جذب جهانگردان و اعطای اولویت در امر بازسازی، بهسازی و حفاظت.
- بهبود دسترسی‌های بافت تاریخی قاهره از طریق پیش‌بینی حجم آمد و شد متناسب با ظرفیت محیطی.
- حفظ میراث محیط، حمل و نقل، تأسیسات شهری، مباحث اقتصادی-اجتماعی، مسکن و زمین
- برخورد مناسب با سطح معابر و مبلمان شهری
- بازسازی بازارچه‌ها
- ترغیب گروه‌های فعال به ساخت و سازهایی که از لحاظ محیطی مقیاسی سازگار داشته باشند.
- جانمایی دقیق ساختمان‌های نوساز بر روی زمین‌های بایر یا مخروبه به منظور تأکید بر شان و اهمیت مجموعه‌های یادمانی.
- نوسازی پایه اقتصادی
- افزایش سرمایه‌گذاری و بهسازی ساختار مالی برای گردآوری سرمایه
- پشتیبانی از روند احیا به کمک قدرتی کارآمد
- مشارکت فعال مردمی

## مترو
متروی قاهره در سال ۱۹۸۷ تأسیس شده و هم‌اکنون دارای ۳ خط و ۶۱ ایستگاه می‌باشد.

## فرهنگ و هنر
هنرهای نمایشی:
خانهٔ اپرای قاهره جدید (کانون فرهنگی ملی) در سال ۱۹۸۰ و پس از اینکه خانهٔ اپرای اصلی متعلق به سده نوزدهم در سال ۱۹۷۱ در آتش ویران شد، مورد بازسازی قرار گرفت و اکنون عرصهٔ اصلی برای هنرهای نمایشی شهر است. در خانهٔ اپرای قاهره تئاتر سیاحتی و برنامهٔ گروه‌های موسیقی، باله و شرکت اپرای باله و ارکستر قاهره برنامه اجرا می‌کنند.
اپرای قاهره در جایگاه‌های نمایشی شبیه به پارک ناحیهٔ جزیره (Gazirah Exhibition Grounds) واقع شده است که شامل تئاتر در فضای آزاد، آمفی تئاتر و دو سالن سرپوشیده است. مرکز مجهز و جدیدتر کنفرانس بین‌المللی قاهره با گنجایش ۲۵۰۰ صندلی در حومهٔ شهری مدینه النصر (Madinat Nasr)، پیشکشی از جانب چینی‌ها در سال ۱۹۹۱ بود. این مرکز در سال بعد و با اجرای بالهٔ گریگورویچ بالت (Grigorovich Ballet) از تئاتر بولشوی روسیه، گشایش یافت.
جایگاه‌های اجرای مردمی قاهره اسلامی به ویژه در دورهٔ تعطیلات ماه رمضان خانهٔ مجموعه‌های هنری زینب خاتون (Zeinab Khatoun) و القاری (Al-Ghouri) هستند. نمایش‌ها و کنسرت‌ها نیز در تالار اورت (Ewart Hall) و سالن تئاتر والاس (Wallace Theater)، واقع در محوطهٔ دانشگاه آمریکایی قاهره، به اجرا در می‌آید.
قاهره مرکزی برای تئاتر مشروع عربی است اگرچه این اجرائات در معرض سانسور دولتی هستند. رقص باله و مدرن از محبوبیت قابل ملاحظه‌ای در قاهره برخوردارند، شرکت رقص باله (بالهٔ قاهره) در سال ۱۹۶۰ و با کمک اتحاد جماهیر شوروی که معلمان رقص خود را برای آموزش اعضای شرکت به قاهره فرستاد، تأسیس شد. هر چند با اخراج مشاوران شوروی از مصر در سال ۱۹۷۲ اجرای بالهٔ روسی نیز پایان یافت. بعد از این از کیفیت کاری گروه‌های هنری کاسته شد ولی در سال ۱۹۹۱ و با اضافه شدن رقصنده‌هایی از روسیه و ایتالیا این گروه‌ها تقویت شدند.
قاهره را نیز پایتخت سینمای جهان عرب می‌دانند، تئاتر عروسکی قاهره از اکتبر تا می و در باغهای ازبکیه (Ezbekiyya Gardens) واقع در شمال آتابا (Ataba)، به اجرا در می‌آید.

## اقتصاد

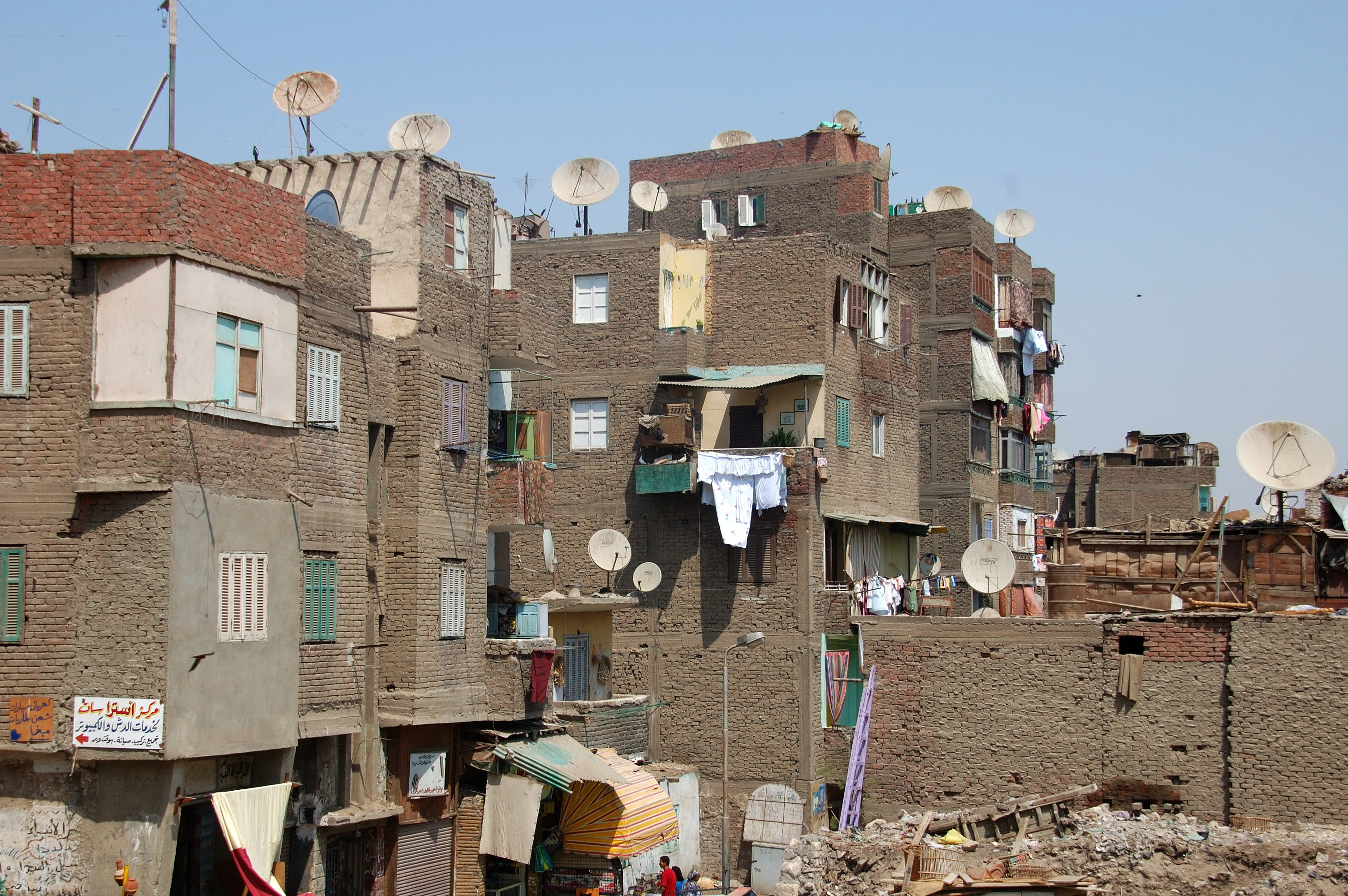
بافت فقیرنشین قاهره.

## ارتباطات بین‌المللی
ایران
مسجد الرفاعی آرامگاه شخصیت‌هایی همچون محمدرضا شاه پهلوی آخرین پادشاهان ایران و نخستین همسرش ملکه فوزیه است که این خاکسپاری‌ها مقدمه‌ای برای تیره شدن روابط جمهوری اسلامی و مصر شد.

### خواهرخواندگان
خاورمیانه
- امان، اردن (۱۹۸۸)
- بیروت، لبنان
- استانبول، ترکیه (۱۹۸۸)

آمریکای شمالی
- نیویورک، ایالات متحده آمریکا (۱۹۸۲)[۱۹]
- هیوستون، ایالات متحده آمریکا (۱۹۹۸)
- اتاوا، کانادا (۱۹۸۹)

آسیا-اقیانوسیه
- پکن، چین (۱۹۹۰)
- شی‌آن، چین (۱۹۹۷)
- توکیو، ژاپن (۱۹۹۰)
- سئول، کره جنوبی (۱۹۹۷)[۲۰][۲۱]

اروپا
- فرانکفورت، آلمان (۱۹۷۹)
- اشتوتگارت، آلمان (۱۹۷۹)[۲۲]
- پاریس، فرانسه (۱۹۸۵)
- بارسلون، اسپانیا (۱۹۹۲)
- مینسک، بلاروس (۱۹۹۸)
- مسکو، روسیه
- سارایوو، بوسنی و هرزگوین (۲۰۰۶)